# Dieter Kemper

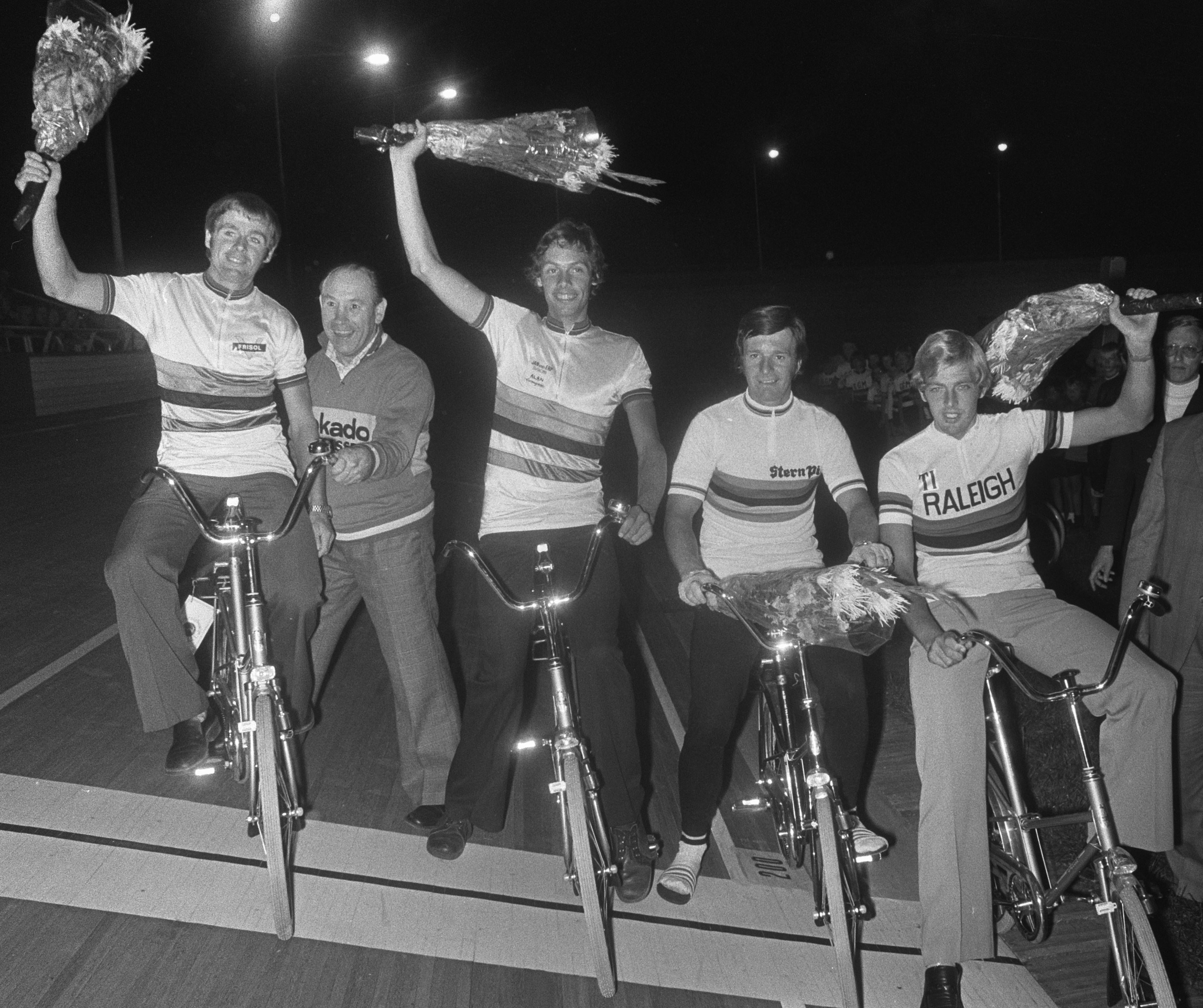
Radsport-Weltmeister von 1975 (v. l. n. r.): Hennie Kuiper, André Gevers, Dieter Kemper und Roy Schuiten

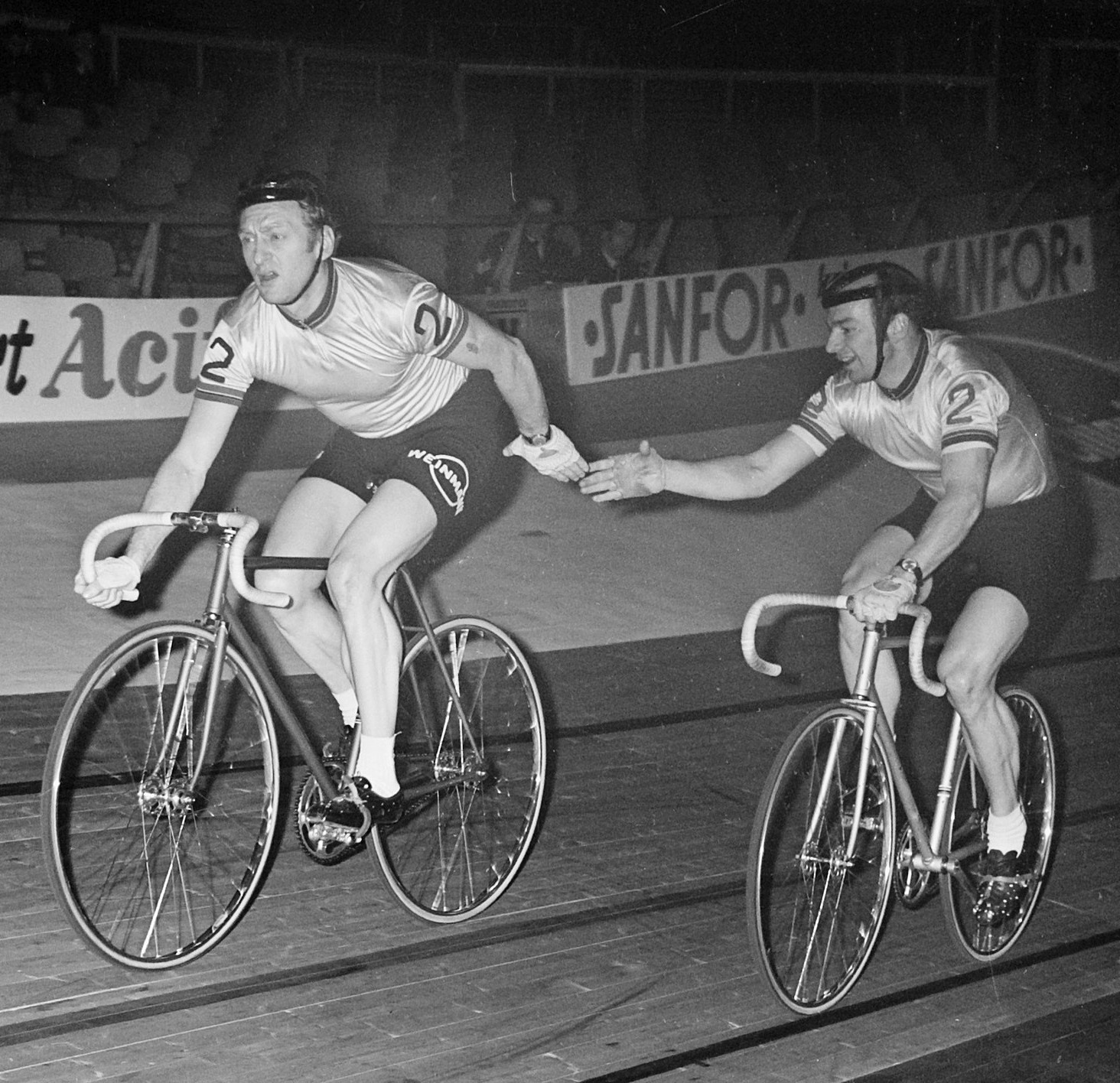
Kemper und Klaus Bugdahl (l.) beim Sechstagerennen in Amsterdam 1969

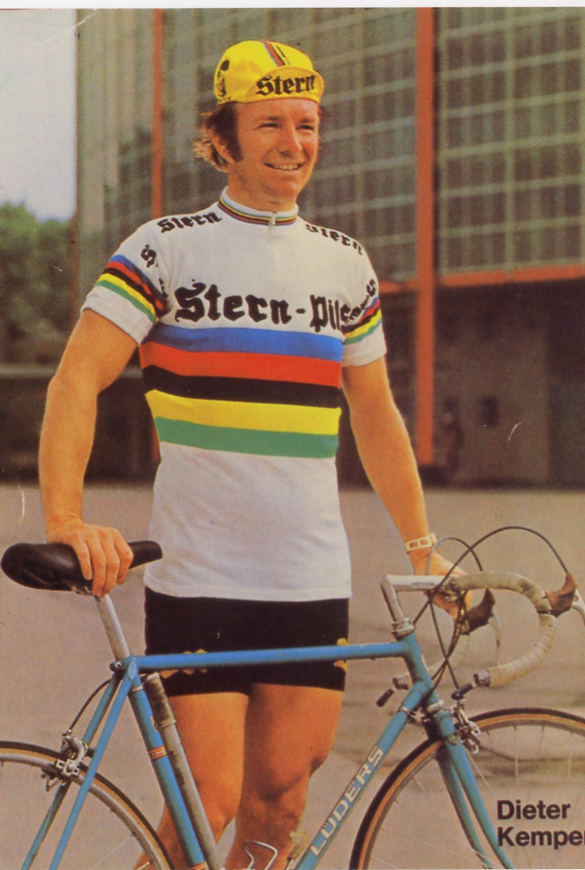
Dieter Kemper nach seinem WM-Sieg der Steher 1975

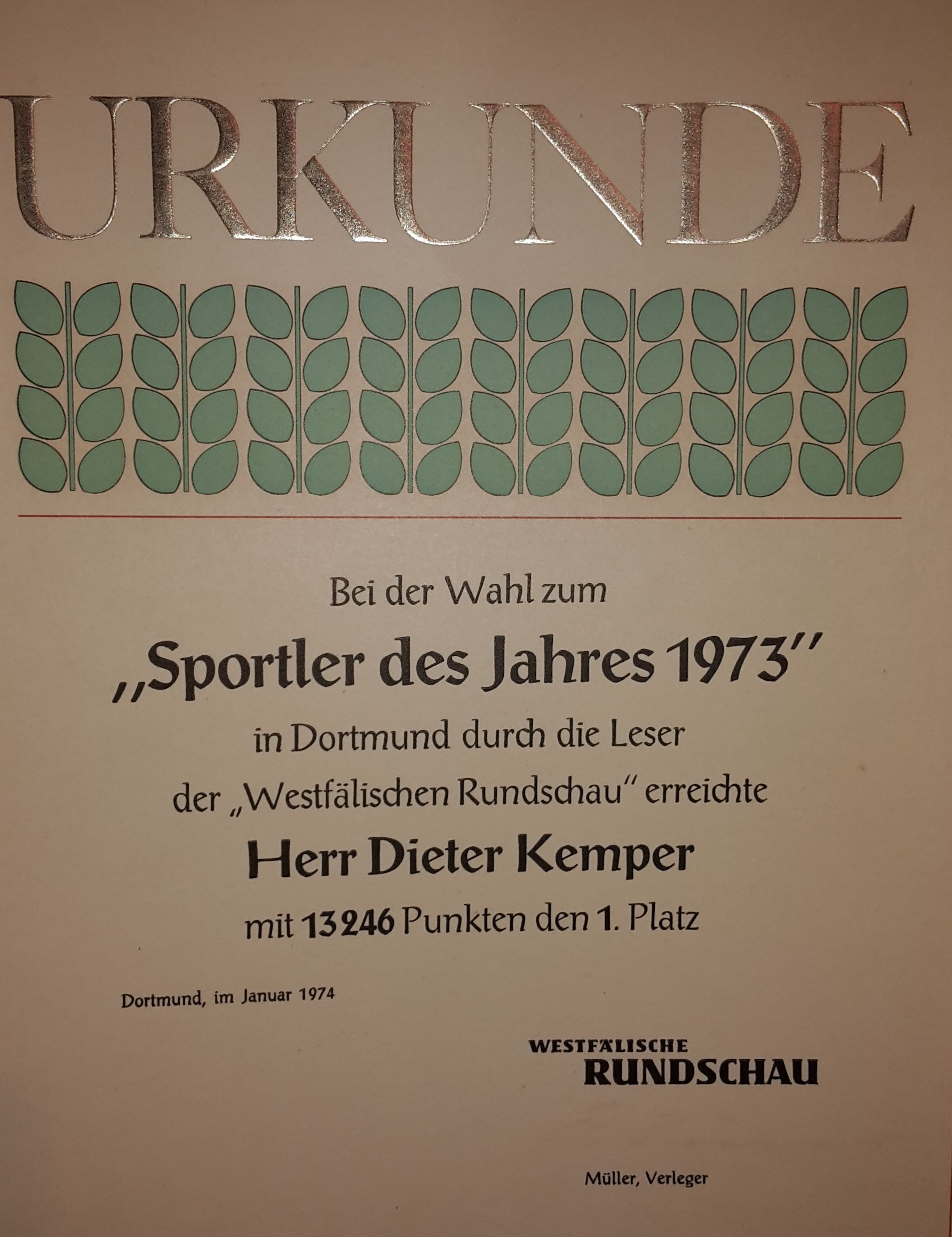
Urkunde „Sportler des Jahres 1973“

Dieter Kemper (* 11. August 1937 in Dortmund; † 11. Oktober 2018 in Berlin-Pankow) war ein deutscher Radrennfahrer, der Rennen auf Bahn und Straße bestritt, und Bundestrainer. Im Laufe seiner aktiven Karriere wurde er ein Mal Weltmeister im Steherrennen (1975) und je sieben Mal Europameister sowie deutscher Meister auf der Bahn. Damit war er einer der erfolgreichsten deutschen Bahnradsportler der 1960er und 1970er Jahre. 1978 musste er seine Radsportlaufbahn nach einem schweren Sturz beenden.

## Biographie

### Kindheit und Jugend
Dieter Kemper wurde kurz vor Ausbruch des Zweiten Weltkriegs in Dortmund geboren; er hatte einen Bruder. Als er drei Jahre alt war, wurde sein Vater Ernst zur Wehrmacht eingezogen. Die Wohnung der Kempers wurde durch Bomben zerstört und die Mutter mit ihren beiden Söhnen evakuiert. Der Vater überlebte seinen Einsatz im Krieg und kehrte zur Familie zurück. Kemper wuchs im Dortmunder Stadtteil Lindenhorst auf. Er machte eine Tischlerlehre und auf einer Abendschule einen weiteren Abschluss, um eine Ingenieursschule zu besuchen, wozu es aufgrund seiner späteren sportlichen Laufbahn jedoch nie kam.
Mit neun Jahren begann Kemper mit dem Schwimmsport, angeregt durch die Nähe des Dortmund-Ems-Kanal, ein beliebtes Schwimmgewässer. Seine Paradedisziplin war 200 m Brust. Später spielte er erfolgreich bei Westfalen Dortmund Wasserball. Freunde, darunter der Sohn des Radrennfahrers Heinz Vopel, brachten ihn zum Radsport.

### Beginn als Amateur
Seine Radsportlaufbahn begann Dieter Kemper 1957 im Alter von 20 Jahren bei einem sogenannten „Erster Schritt“-Rennen in Dortmund-Schüren auf einem gebraucht gekauften Rennrad. Trotz zahlreicher Stürze beendete er dieses Rennen als Zweiter. In der folgenden Zeit fuhr er als Amateur für den RV Sturmvogel Dortmund, wo er auch während seiner Profi-Karriere Mitglied blieb. Als Jungamateur avancierte er innerhalb einer Woche durch den Gewinn dreier Straßenrennen vom C- zum A-Fahrer. Das Schwimmen gab er auf, weil er im Jahr darauf zur Bundeswehr eingezogen wurde und das Schwimmtraining nicht mit dem Dienst vereinbar war, „aber Radfahren nach Dienstschluss war möglich“, sagte er später. Zu den Wettbewerben – auch in abgelegene Regionen – fuhr Kemper nicht per Bus oder Bahn, sondern reiste mit dem Fahrrad an bzw. wieder ab.
1960 wurde Kemper Landesverbandsmeister in Nordrhein-Westfalen, gewann Rennen in Hannover und Herpersdorf und belegte bei der deutschen Straßenmeisterschaft den vierten Platz. Bei den Ausscheidungsrennen für die Olympischen Sommerspiele 1960 in Rom gegen die Auswahl der DDR belegte er die Plätze 7. und 23., womit er sich – wie auch die anderen westdeutschen Fahrer – nicht qualifizieren konnte. An den im selben Jahr stattfindenden Straßenweltmeisterschaften auf dem Sachsenring hingegen nahm Kemper teil, jedoch wenig erfolgreich (er schied aus dem Rennen aus), so dass er beschloss, Profi zu werden. Am Zweiten Weihnachtstag 1960 fuhr er in der Dortmunder Westfalenhalle sein letztes Rennen als Amateur und stellte in der Einerverfolgung über 4000 Meter mit 5:04,4 Minuten einen neuen Bahnrekord auf.

### Laufbahn und Erfolge als Profi
Am 1. Januar 1961 unterschrieb Dieter Kemper seinen ersten Profi-Vertrag beim Team Torpedo, dem unter anderen Hennes Junkermann angehörte. In seinem ersten Jahr startete er bei der Tour de France. Auf der zweiten Etappe von Pontoise nach Roubaix, die wie der Klassiker Paris–Roubaix über Kopfsteinpflaster führte, stürzte er und erlitt eine Platzwunde am Kopf. Auf der sechsten Etappe kam er erneut zu Fall und hatte einen Defekt. Da der Materialwagen außer Reichweite war, schied er wegen Zeitüberschreitung aus. Daraufhin blieb der erhoffte Vertrag bei einem bekannten Profi-Rennstall aus, und Kemper verlegte künftig seinen Schwerpunkt auf die Bahn; er spezialisierte sich auf die Disziplinen Einerverfolgung und Zweier-Mannschaftsfahren sowie auf Sechstage- und Steherrennen.
Von 1963 bis 1966 war Kemper vier Mal in Folge deutscher Meister in der 5000-Meter-Einerverfolgung, bei Weltmeisterschaften wurde er zweimal Dritter in dieser Disziplin. 1967 wurde er in der Dortmunder Westfalenhalle erstmals Europameister der Steher.
In der Saison 1964/65 feierte Dieter Kemper mit Horst Oldenburg als Partner in Münster seinen ersten Sieg bei einem Sechstagerennen. In der Saison darauf gelangen ihm gemeinsam mit Rudi Altig in Berlin, Frankfurt, Köln und Bremen vier weitere Siege. Insgesamt bestritt er mit Altig acht Rennen, mit Oldenburg allerdings in den folgenden Jahren 48 Sechstagerennen, mit Klaus Bugdahl 42; mit dem Australier Graeme Gilmore fuhr er 15 Rennen. Bis 1976 startete er bei insgesamt 166 Sechstagerennen und gewann 26 davon (drei in seiner Heimatstadt Dortmund), bei 29 Teilnahmen belegte er den zweiten und bei 28 den dritten Rang. An der Zahl seiner Siege gemessen belegt er damit Platz 19 in der Rangliste der Sechstagefahrer; im „historischen Klassement“, in dem alle Platzierungen mit Punkten bewertet werden, belegt er Rang 13 (Stand 2010).
1975 startete Kemper bei den Bahnweltmeisterschaften im belgischen Rocourt hinter Schrittmacher Dieter Durst im Steherrennen der Profis; er war inzwischen 38 Jahre alt. Bis zur Einführung der Regel seit den UCI-Bahn-Weltmeisterschaften 1973, dass Fahrer und Schrittmacher derselben Nation angehören müssen, war er hinter dem Niederländer Noppie Koch gefahren; der später erfolgreiche Durst stand noch am Anfang seiner Schrittmacherkarriere. Im Finale schlug Kemper den niederländischen Weltmeister des Vorjahres Cees Stam hinter Schrittmacher Joop Stakenburg. Die Westfälische Rundschau titelte: „Kemper am Ziel seiner Wünsche. Weltmeister weinte vor Freude“. Im Jahr darauf konnte er bei der WM im italienischen Monteroni di Lecce seinen Titel nicht verteidigen: Sein Schrittmacher Durst überholte im Finallauf einen Konkurrenten „von links“, was verboten war. Während Kemper disqualifiziert wurde, durfte Durst weiterfahren und den Kölner Wilfried Peffgen zum Titel führen. Die Zeitschrift Radsport schrieb empört: „Kemper in den Mühlen der Radsport-Mafia!“
Kemper führt die ewige Rangliste der erfolgreichsten Steher beim Großen Weihnachtspreis in der Dortmunder Westfalenhalle an. Er siegte dort fünfmal und sammelte im Laufe seiner Karriere insgesamt 53 Punkte der internen Rangliste. Hinzu kamen zwei Siege beim Weltpokal der Steher in Dortmund (1973 und 1974).
Neun Mal startete Kemper zudem bei der Tour de Suisse, 1962 gewann er in Zürich deren letzte Etappe über 198 Kilometer mit einem Vorsprung von 2:14 Minuten auf den Zweiten, dem Schweizer Dario da Rugna. Im selben Jahr entschied er eine Etappe der Deutschland Tour für sich und 1964 eine des Rennens 4 Jours de Dunkerque. Mit dem Team Batavus gewann er 1969 das Mannschaftszeitfahren der Tour de Suisse. Diese Rundfahrt bestritt er insgesamt neunmal, sein bestes Ergebnis im Gesamtklassement war der 28. Platz 1964.
Am 5. Dezember 1976 erlitt Dieter Kemper bei einem Steherrennen in der Kölner Sporthalle einen schweren Sturz: Er kam von der Rolle des Motorrades ab, prallte mit hoher Geschwindigkeit in die Bande und wurde von dem nachfolgenden Stehermotorrad schwer am Kopf getroffen. Er erlitt lebensgefährliche Verletzungen und lag neun Tage im Koma. Folge des Unfalls war eine 60-prozentige Schwerbehinderung, vor allem bedingt durch einen zerstörten Lungenflügel. Trotzdem startete er nochmals bei den Bahnweltmeisterschaften 1977 in der venezolanischen Hauptstadt Caracas, die er später als eine seiner schönsten Weltmeisterschaften beschrieb, weil er gewusst habe, dass er chancenlos sei, und deshalb die Atmosphäre und das Land habe genießen können. Im Februar 1978 beendete er nach einem letzten Start beim Dortmunder Weltpokal endgültig seine Radsportlaufbahn und wurde dabei von den Zuschauern gefeiert. Die Ruhr Nachrichten schrieb: „Er fand den Pedal-Tritt nicht mehr wie vorher und deshalb tritt er jetzt von den Holzplanken ab - den Brettern, die für ihn die Welt bedeuteten.“

## Nach dem Radsport
Nach dem Ende seiner Radsportlaufbahn eröffnete Dieter Kemper hintereinander zwei Radsportgeschäfte. Auch fungierte er Anfang der 1980er Jahre als Bundestrainer der Steher. Sein Schützling Rainer Podlesch wurde 1983 auf der Radrennbahn in Zürich-Oerlikon Amateur-Weltmeister der Steher.
Die Geschäfte liefen schlecht, und es häuften sich Schulden. Schließlich verkaufte Kemper sein Haus in Holzwickede und zog mit seiner Frau Carola 2006 in das niederländische Julianadorp. 2008 starb Carola Kemper an einem Hirntumor. In seinen letzten Jahren lebte Kemper in Berlin in der Nähe seines Sohnes, des Journalisten Christian Kemper, der zum 80. Geburtstag des Vaters dessen Biographie verfasste. Im Oktober 2018 starb Dieter Kemper dort im Alter von 81 Jahren.

## Auszeichnungen
1973 und 1975 wählten die Leser der Westfälischen Rundschau Dieter Kemper zum „Sportler des Jahres“ von Dortmund.

## Erfolge

### Bahn
1963
- Deutscher Meister – Einerverfolgung

1964
- Deutscher Meister – Einerverfolgung

1965
- Weltmeisterschaft – Einerverfolgung
- Europameisterschaft – Zweier-Mannschaftsfahren (mit Horst Oldenburg)
- Deutscher Meister – Einerverfolgung

1966
- Weltmeisterschaft – Einerverfolgung

1967
- Europameister – Steherrennen (hinter Norbert Koch)

1968
- Europameister – Zweier-Mannschaftsfahren (mit Horst Oldenburg)
- Europameisterschaft – Zweier-Mannschaftsfahren (mit Horst Oldenburg)

1969
- Europameister – Steherrennen (hinter Norbert Koch)
- Europameisterschaft – Zweier-Mannschaftsfahren (mit Klaus Bugdahl)

1971
- Europameister – Zweier-Mannschaftsfahren (mit Klaus Bugdahl)

1972
- Weltmeisterschaft – Steherrennen (hinter August Meuleman)
- Europameister – Steherrennen (hinter Norbert Koch)

1973
- Europameister – Steherrennen (hinter Norbert Koch)

1974
- Zweier-Mannschaftsfahren (mit Graeme Gilmore)

1975
- Weltmeister – Steherrennen (hinter Dieter Durst)
- Europameister – Steherrennen (hinter Norbert Koch)
- Deutscher Meister – Steherrennen

1976
- Europameisterschaft – Derny
- Europameisterschaft – Steherrennen
- Deutscher Meister – Steherrennen

1977
- Europameisterschaft – Derny

### Sechstagerennen
1964
- Münster (mit Rolf Roggendorf)

1965
- Berlin (mit Rudi Altig)
- Frankfurt (mit Rudi Altig)

1966
- Köln (mit Rudi Altig)
- Bremen (mit Rudi Altig)
- Münster (mit Horst Oldenburg)

1967
- Berlin (mit Horst Oldenburg)
- Dortmund (mit Horst Oldenburg)
- Melbourne (mit Horst Oldenburg)

1968
- Melbourne (mit Leandro Faggin)

1969
- Berlin (mit Klaus Bugdahl)
- Zürich (mit Klaus Bugdahl)

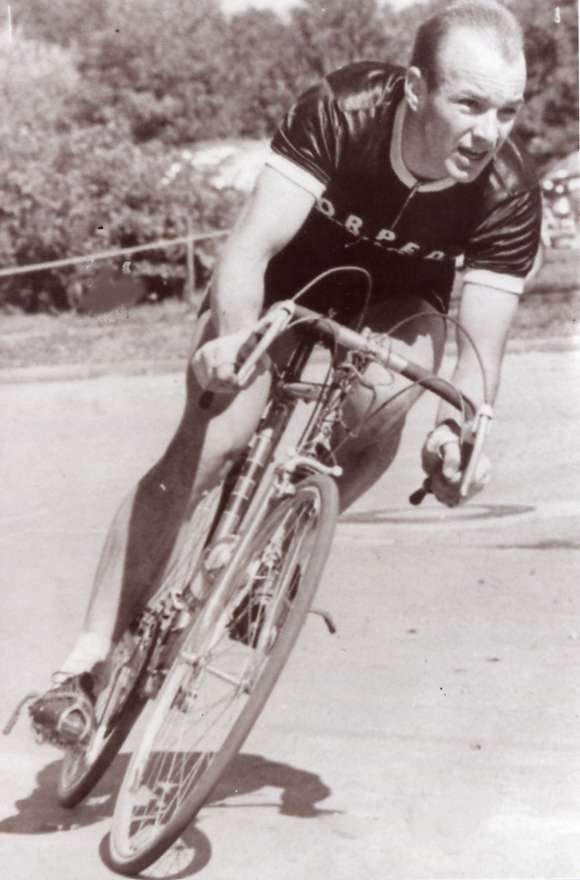
Kemper als Straßenrennfahrer Anfang der 1960er Jahre

- Köln (mit Horst Oldenburg)
- Mailand (mit Horst Oldenburg)

1970
- Mailand (mit Norbert Seeuws)

1971
- Bremen (mit Klaus Bugdahl)
- Groningen (mit Klaus Bugdahl)
- Münster (mit Klaus Bugdahl)
- Zürich (mit Klaus Bugdahl und Fritz Pfenninger)

1972
- Groningen (mit Klaus Bugdahl)

1974
- Köln (mit Graeme Gilmore)
- Münster (mit Klaus Bugdahl)
- Castelgomberto (mit Marino Basso)

1975
- Dortmund (mit Graeme Gilmore)

1976
- Köln (mit Wilfried Peffgen)
- Kopenhagen (mit Graeme Gilmore)

### Straße
1962
- eine Etappe Deutschland-Rundfahrt
- eine Etappe Tour de Suisse

1963
- eine Etappe Tour de l’Oise (mit Horst Oldenburg und Klaus Bugdahl)

1964
- eine Etappe 4 Jours de Dunkerque

## Teams
- 1961–1965 Torpedo
- 1965–1967 Ruberg
- 1968–1970 Batavus
- 1971 Ruberg
- 1972–1973 Rokado
- 1975–1979 Stern-Pils